# Peter Guerillot
Peter Guerillot (* 4. Dezember 1818 in Bruchsal; † 29. November 1880) war ein deutscher Verwaltungsjurist.

## Leben
Nach dem Abitur am Gymnasium seiner Heimatstadt Bruchsal studierte Guerillot von 1834 bis 1840 Philosophie und Rechtswissenschaften an der Ruprecht-Karls-Universität Heidelberg. 1840 bestand er das erste, 1845 das zweite juristische Staatsexamen.
1841 war Guerillot als Aktuar beim Oberamt Bruchsal beschäftigt. 1845 wurde er Rechtspraktikant bei der mittelrheinischen Regierung in Rastatt, noch im gleichen Jahr Assessor beim Polizeiamt Karlsruhe. 1849 zum Amtmann ernannt, wurde er 1853 zur Aushilfe der Regierung des Unterrheinkreises in Mannheim überwiesen. 1854 wurde er zur Regierung des Mittelrheinkreises nach Karlsruhe versetzt. 1855 wurde er Amtsvorstand des Bezirksamts Eberbach, ab 1856 als Oberamtmann. Von 1858 bis 1864 war er Regierungsrat bei der Regierung des Unterrheinkreises in Mannheim. 1864 wurde er Stadtdirektor und Amtsvorstand des Bezirksamts Lahr. 1877 trat er in den Ruhestand.

## Auszeichnungen
Ritterkreuz 1. Klasse des Ordens vom Zähringer Löwen (1866)